# Antonio Millán Puelles
Antonio Millán-Puelles (Alcalá de los Gazules, Cadis, 21 de febrer de 1921 - Madrid, 22 de març de 2005) fou un filòsof i escriptor espanyol. Hereu de les tradicions aristotèlica i fenomenològica, ha dedicat el seu pensament a temes molt variats, en particular la llibertat, la relació entre subjectivitat i consciència, l'ens ideal i la relació entre metafísica i lògica, a més d'altres temes de caràcter social i manuals introductoris a la filosofia. Va publicar gairebé una vintena de llibres i gran diversitat d'articles.

## Infància i joventut
Després de cursar el batxillerat, va iniciar la carrera de Medicina. No obstant això, la va abandonar després del primer any d'estudis. Un fet cabdal en el rumb de la seva formació intel·lectual va ser la lectura de les Recerques lògiques, d'Edmund Husserl. Aquest llibre li faria descobrir la seva vocació, i es va decidir pels estudis de Filosofia i Lletres, que comença a Sevilla el 1939 i acaba a Madrid el 1943.
Un any després de concloure la llicenciatura, aconseguiria aprovar oposicions per a catedràtic de filosofia en instituts d'ensenyament mitjà. Va exercir la càtedra als instituts d'Albacete i de Jerez de la Frontera. El 1947 es doctora en Filosofia amb la tesi titulada El problema del ente ideal, publicada el mateix any.
En néixer, va ser registrat com a Antonio Millán Puelles. Més endavant, va unir els seus cognoms matern i patern, i va afegir el segon cognom del seu pare.

## Professor
Acadèmic numerari de la Reial Acadèmia de Ciències Morals i Polítiques, va ser catedràtic de Fonaments de Filosofia de la Universitat de Madrid des de 1951 (simultaniejant durant molts anys aquesta càtedra amb la de l'Institut de Batxillerat Cervantes de Madrid i, des de 1976, catedràtic de metafísica de la Universitat Complutense de Madrid. A causa de les canvis en els plans d'estudi universitaris, va ser director del Departament d'Història de la Filosofia i del de Metafísica, a la Universitat Complutense, havent col·laborat també amb diverses universitats argentines, amb la Universitat a Distància i amb la Universitat de Navarra com a professor extraordinari de la Facultat de Filosofia i Lletres de Pamplona. Va ser també vicerector de l'Institut de Pedagogia del Consell Superior d'Investigacions Científiques (CSIC), del que va ser conseller des de l'any 1964.
La seva tasca investigadora va ser reconeguda mitjançant nombrosos premis. Primer va rebre els extraordinaris de llicenciatura i de doctorat. L'Acadèmia Internacional de Filosofia, amb seu a Liechtenstein, li va distingir amb el seu premi Aletheia. Alguns dels reconeixements més excel·lents que va rebre a Espanya són el Premi Nacional de Literatura (1962) en la seva modalitat d'assaig per la seva obra La función social de los saberes liberales, el Premi Juan March de Recerca Filosòfica (1966) i el Premi Nacional de Recerca Filosòfica (1976). També posseeix l'Orde Civil d'Alfons X el Savi.

## Obra
De la seva producció bibliogràfica, traduïda a diversos idiomes i composta per una vintena de llibres i un centenar d'articles, destaquen obres com Ontología de la existencia histórica, 1951; Fundamentos de Filosofía, 1958; La función social de los saberes liberales, 1961; La formación de la personalidad humana, 1963; La estructura de la subjetividad, 1966; Economía y libertad, 1974; Sobre el hombre y la sociedad, 1976; Fundamentos de filosofía, 1981; Léxico filosófico, 1984; Persona humana y justicia social; Universidad y sociedad, 1976; i Teoría de la Educación, 1983. El desembre de 1988, aparegué un estudi de Camino, el llibre més important del fundador de l'Opus Dei, Josepmaria Escrivá de Balaguer, institució de la qual era membre, i en el qual Antonio Millán Puelles col·labora al costat d'altres professors universitaris, teòlegs i escriptors.
A les seves pàgines apareixen noms com Immanuel Kant, però també, Nietzsche, Ludwig Wittgenstein, Martin Heidegger, Bertrand Russell i John Locke, a part d'Aristòtil, Sant Tomàs d'Aquino o Edmund Husserl. En els seus escrits hi ha poques referències als primers deixebles de Husserl com Hedwig Conrad-Martius o Edith Stein, està, per contra, la presència dels antecedents de Husserl, a més de Franz Brentano uns altres pre-fenomenólegs com Alexius Meinong o Nicolai Hartmann, i deixebles més tardans de l'escola fenomenològica, i existencialistes. Per exemple, «A més de la fenomenologia, coneix la filosofia de l'existència: va ser un dels primers a introduir i difondre a Espanya el pensament de Jaspers».

### Obres
- Antonio Millán Puelles. El problema del ente ideal. Un examen a través de Husserl y Hartmann.  Consejo Superior de Investigaciones Científicas, 1947.
- Antonio Millán Puelles. La función social de los saberes liberales.  Ediciones Rialp S.A. Madrid, 1961. Depósito legal: M 7715-61. Núm de registro: 4592-61.
- Antonio Millán Puelles. La estructura de la subjetividad.  Ediciones Rialp S.A. Madrid, 1967. Depósito legal: M 573-1967.
- Antonio Millán Puelles. Sobre el hombre y la sociedad.  Ediciones Rialp S.A. Madrid, 1979. ISBN 84-321-1893-1.
- Antonio Millán Puelles. La formación de la personalidad humana.  Ediciones Rialp S.A. Madrid, 1989. ISBN 84-321-0009-9.
- Antonio Millán Puelles. Persona humana y justicia social.  Editora de revistas S.A. de C.V. México, 1990. ISBN 968-428-380-6.
- Antonio Millán-Puelles. Teoría del objeto puro.  Ediciones Rialp S.A. Madrid, 1990.
- Antonio Millán-Puelles. La libre afirmación de nuestro ser. Una fundamentación de la ética realista.  Ediciones Rialp S.A. Madrid, 1994. ISBN 84-321-3028-1.
- Antonio Millán Puelles. Fundamentos de Filosofía.  Ediciones Rialp S.A. Madrid, 2001. ISBN 84-321-3278-0.
- Antonio Millán Puelles. Léxico filosófico.  Ediciones Rialp S.A. Madrid, 1984, 2002. ISBN 84-321-3416-3.
- Antonio Millán Puelles. El valor de la libertad.  Ediciones Rialp S.A. Madrid, 1995. ISBN ISBN 84-321-3083-4.
- Antonio Millán Puelles. La lógica de los conceptos metafísicos. Tomo I: La lógica de los conceptos trascendentales.  Ediciones Rialp S.A. Madrid, 2002.
- Antonio Millán Puelles. La lógica de los conceptos metafísicos. Tomo II: La articulación de los conceptos extracategoriales.  Ediciones Rialp S.A. Madrid, 2003.
- Antonio Millán Puelles. La inmortalidad del alma humana.  Ediciones Rialp S.A. Madrid, 2008, pòstum. ISBN 978-84-321-3669-6.